# Umzimkulu
L'Umzimkulu est un fleuve d'Afrique du Sud. Dans le passé, l'Umzimkulu formait la frontière entre la province du Cap-Oriental et celle du KwaZulu-Natal. Elle fait actuellement partie de la Mvoti to Umzimkulu Water Management Area.
Chaque année, en janvier ou février, le fleuve accueille une course de canoës, le Drak Challenge.

## Cours

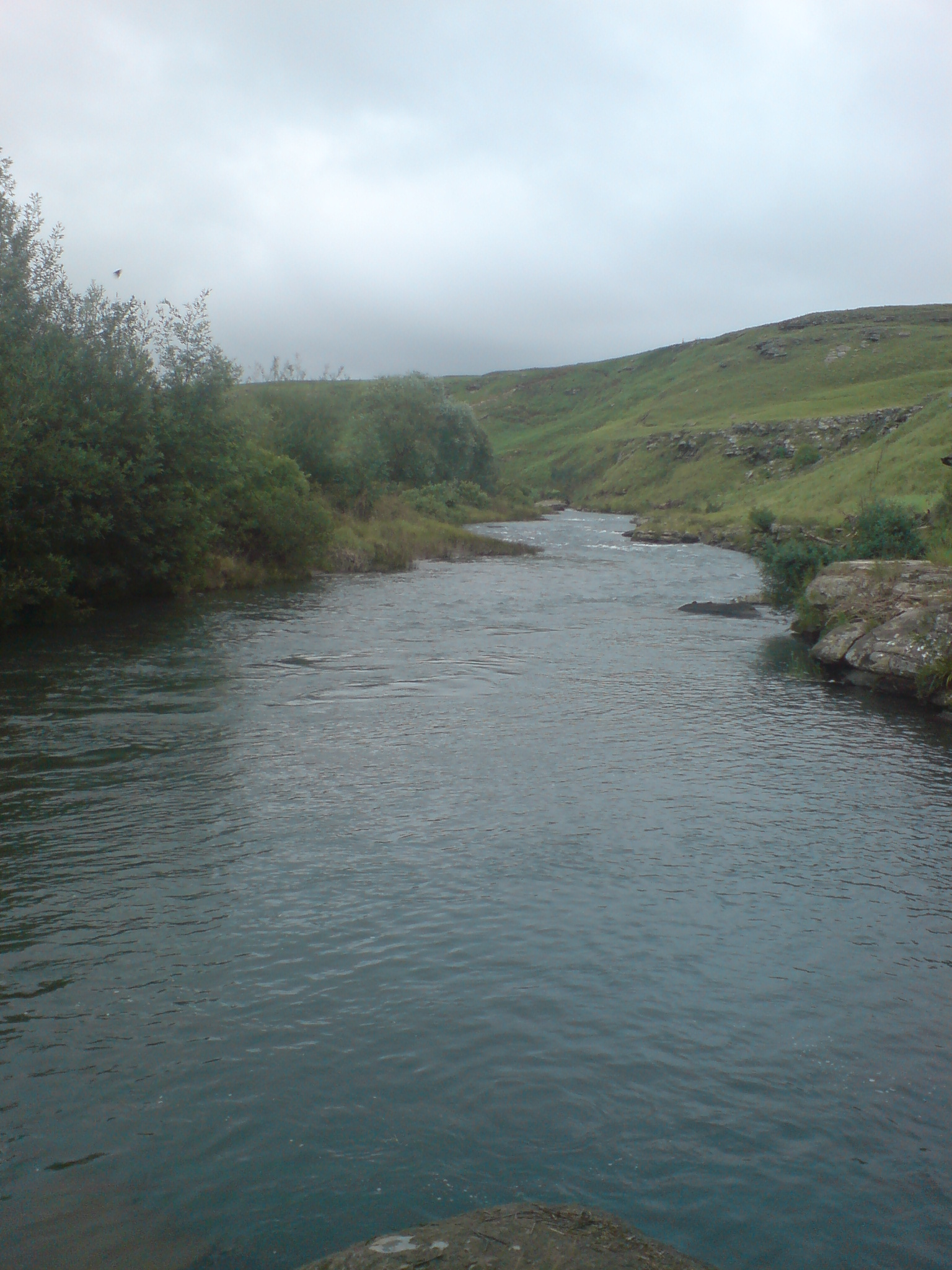
L'Umzimkulu près d'Underberg.

Elle prend sa source dans le Drakensberg, à la confluence de la Ngwangwane et de l'Underberg. Elle coule en direction du sud-est jusqu'à l'océan Indien, où son estuaire se situe à  Port Shepstone. Son principal affluent est la Bisi, qui rejoint la rive droite de l'Umzimkulu à peu près au milieu de son cours. Elle traverse les villes d'Underberg et d'Umzimkulu. 

## Écologie
Le  Scaly yellowfish est un poisson endémique de la région, qu'on trouve aussi dans l'Umgeni, l'Umkomazi, la Tugela et l'Umfolozi.